# Opwijk

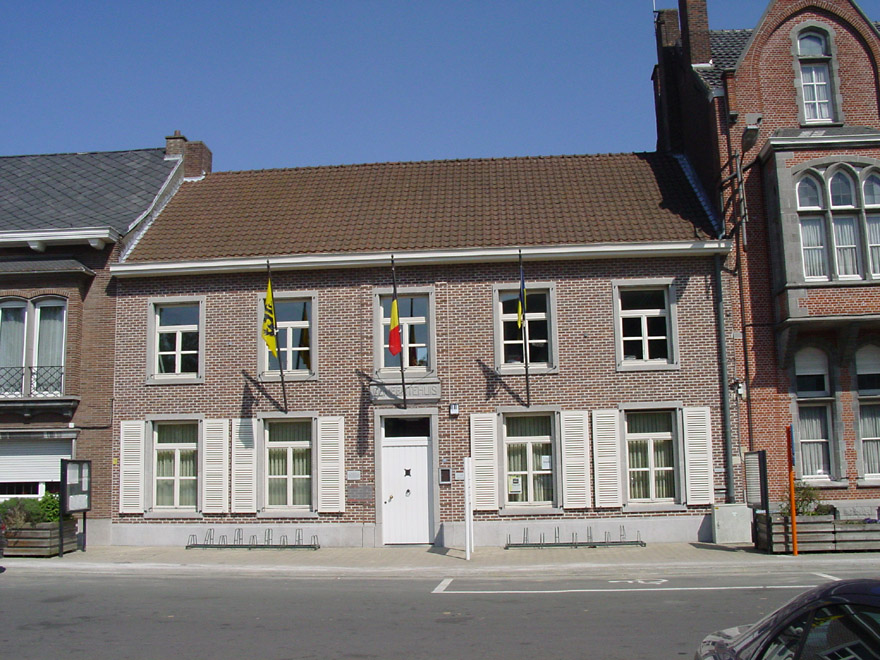
Toà thị chính ở Opwijk, nhà 1

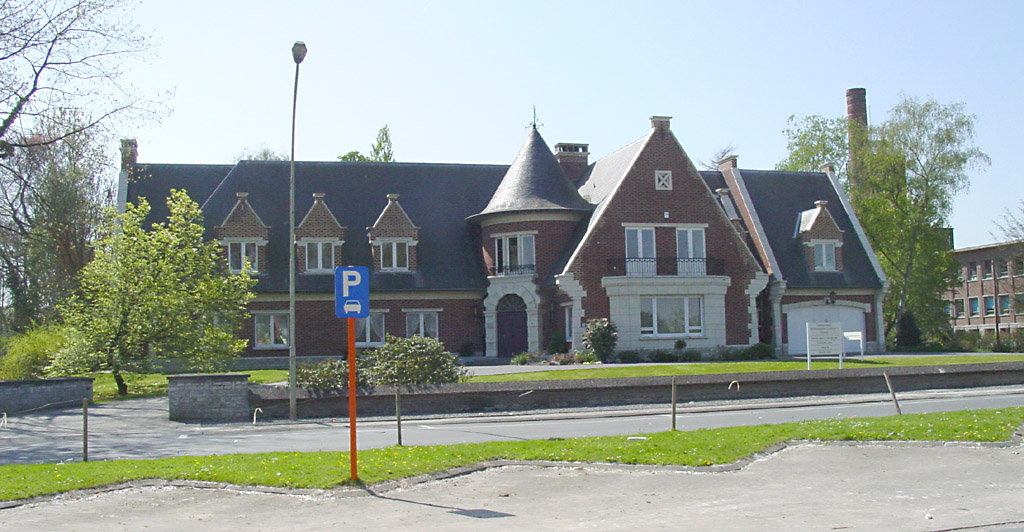
Toà thị chính ở Opwijk, nhà 2

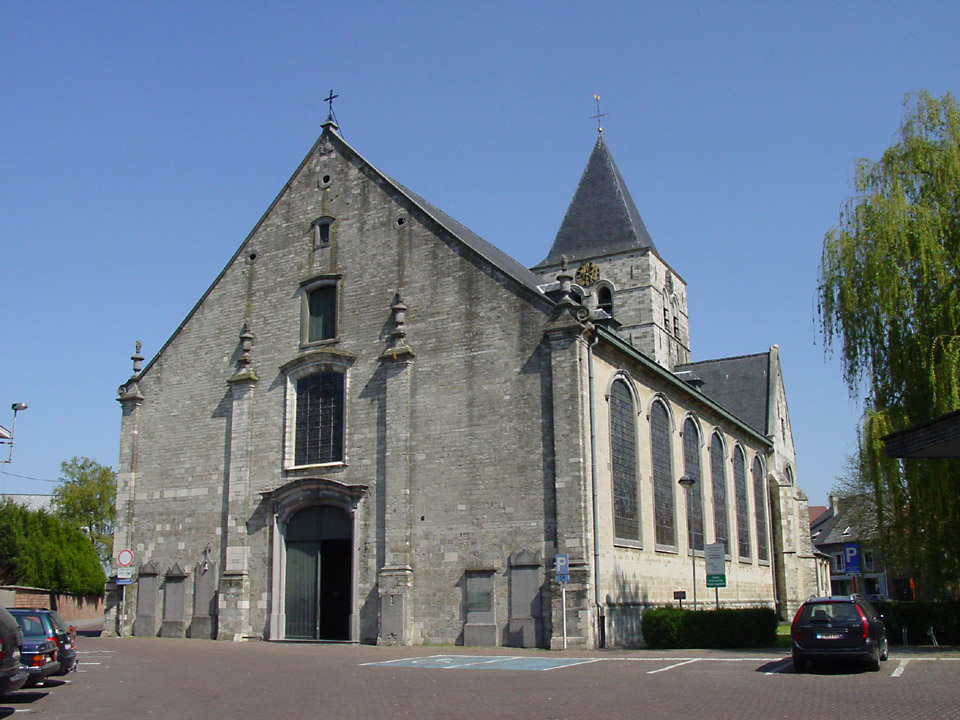
Giáo đường ở trung tâm Opwijk

Opwijk là một đô thị ở tỉnh Vlaams-Brabant. Đô thị này bao gồm các thị xã Mazenzele và Opwijk proper. Tại thời điểm ngày 1 tháng 1 năm 2006, Opwijk có tổng dân số 12.239 người. Tổng diện tích là 19,69 km² với mật độ dân số là 622 người trên mỗi km².